# Kerið

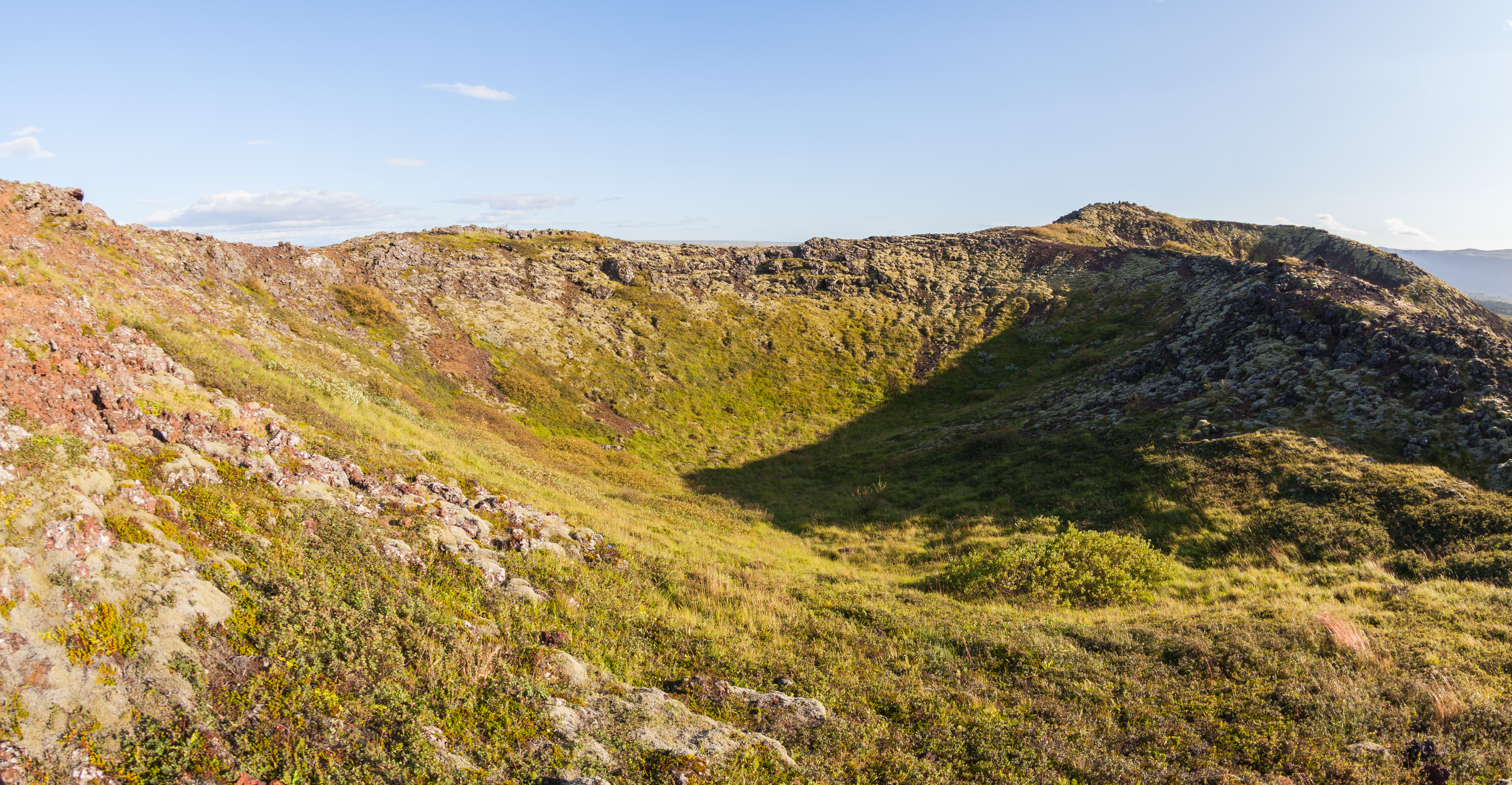
Annan krater i Kerið

Kerið är en inaktiv vulkankrater i Grímsnesområdet på sydvästra Island. Den ligger i regionen Suðurland och utmed den berömda turistrutten Gyllene cirkeln, 50 km öster om huvudstaden Reykjavik. Toppen på Kerið är belägen 69 meter över havet och i botten av kratern ligger en liten sjö.